# Vụ tấn công ở Nice 2016

Promenade des Anglais (Nice)

Vụ tấn công ở Nice 2016 là một vụ tấn công bằng một xe tải lao vào đám đông người đang tham gia lễ mừng Quốc khánh ở thành phố Nice, miền nam nước Pháp, khiến 86 người thiệt mạng và 458 người khác bị thương. Vụ tấn công xảy ra sau khi Tổng thống Pháp François Hollande thông báo về tình trạng khẩn cấp được đưa ra sau khi các cuộc tấn công xảy ra vào tháng 11 năm 2015 ở Paris sẽ kết thúc sau khi Tour de France hoàn tất.

## Diễn biến
Tối ngày 14 tháng 7 năm 2016, có rất đông người dân đang tụ tập dọc theo bãi biển ở Nice, Pháp để xem pháo hoa mừng kỷ niệm ngày Quốc khánh Pháp. Khoảng 22 giờ 40 phút, giờ địa phương (20:40 UTC), một chiếc xe tải chở hàng màu trắng lao đi trên đường Promenade du Paillon. Chiếc xe tải đã chạy khoảng 100 m (330 ft) trước khi nó lao thẳng vào đám đông người dân.

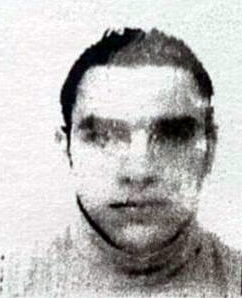
Kẻ tấn công, Mohamed Lahouaiej-Bouhlel, 31 tuổi, quốc tịch Tunisia.

Cảnh sát Pháp sau đó đã xác định được thủ phạm là Mohamed Lahouaiej-Bouhlel, một người đàn ông 31 tuổi quốc tịch Tunisia. Mohamed Lahouaiej-Bouhlel sinh ra ở Tunisia, sống cư trú ở Pháp và sống tại Nice. Cha mẹ của hắn ta vẫn đang sống ở Tunisia. Họ ít khi nghe nói về Mohamed Lahouaiej-Bouhlel kể từ khi hắn chuyển tới Pháp vào năm 2005.. Cha Mohamed Lahouaiej-Bouhlel nói rằng hăn đã trải qua một quá trình điều trị tâm thần trước khi chuyển tới Pháp 
Mohamed Lahouaiej-Bouhlel đã thuê một xe tải chở hàng 19 tấn
- - Ngày 14 tháng 7:
- Lúc 21:34 - Lahouaiej-Bouhlel đến khu Auriol nơi chiếc xe tải đang đậu bằng xe đạp. Hắn bước vào xe tải và lái xe đi về phía tây[16]
- Lúc 22:27 - Bouhlel gửi một tin nhắn SMS về việc cung cấp vũ khí: "Amène plus d'armes, amènes en 5 à C."[17][18]
- Lúc 22:30 Lahouaiej-Bouhlel đến khu phố Magnan Nice[16]
- Lúc 22:45 Lahouaiej-Bouhlel quay xe và rẽ trái vào đường Promenade des Anglais từ Rue Lenval.[19][20]
- Lúc 23:00 Hắn ta lái xe lao vào đám đông dân chúng  và đã bị bắn chết bởi cảnh sát.[19][20]